# Mariam Osama Elbeialy
Mariam Elbeialy (Giza, 18 aprile 2001) è una ginnasta egiziana, specializzata nel trampolino elastico.

## Palmarès
- Campionati africani

Il Cairo 2021: argento nel trampolino individuale.